# Escambo

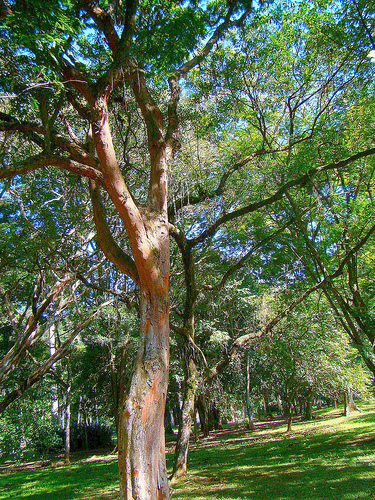
Árvore de pau-brasil localizada no Jardim Botânico do Rio de Janeiro. Sua importância comercial se dava pelo pigmento vermelho extraído do seu tronco. A cor, que pode ser visualizada na imagem, era de difícil obtenção na Europa de então.

O Escambo, de maneira geral, significa troca ou permuta. Na história do Brasil colonial, porém, o termo aparece frequentemente associado ao tipo de relações estabelecidas entre portugueses e indígenas nas primeiras décadas do século XVI. Fornecendo certos instrumentos de ferro, espelhos e outros objetos, os europeus recebiam dos nativos as toras de pau-brasil. Se por um lado esses objetos citados eram triviais aos europeus, o mesmo vale para o pau-brasil em relação aos indígenas. Dadas as particularidades, ambos os lados compartilhavam o que tinham de abundante em troca de artigos de grande valor pelo caráter de "novidade".

## História

### Brasil
Os primeiros contatos entre os povos nativos da costa do Brasil e os europeus foram marcados por relações de troca conhecidas na historiografia como escambo. 
Antes da escravização indígena nas lavouras, os primeiros contatos entre portugueses e nativos se caracterizavam pela troca de produtos e serviços por outras mercadorias: o escambo. Vários navegadores registraram o comércio realizado com os nativos, como foi o caso do navegador francês Paulmier de Gonneville. Ele esteve no atual estado de Santa Catarina entre 1503 e 1504 e afirmou que os indígenas trocavam diversos artigos que interessavam aos europeus, como pele de animais, plumagens, madeira etc., por “pentes, facas, machados e outras bugigangas e quinquilharias”.

Os portugueses consideravam o comportamento dos povos nativos néscio, pois aceitavam objetos de pouco valor na Europa em troca de objetos valiosos na mesma, como o pau-brasil. Porém, para os indígenas, o escambo era uma forma proveitosa, já que eles trocavam seus itens em abundância por itens que não possuíam nem tinham como fabricar. Se para o europeu um espelho não representava quase nada, para o indígena era um objeto útil, valioso, já que ele não podia fabricar. 
Para os indígenas, esses objetos os diferenciavam perante outros grupos, reconhecendo-os como aliados dos estrangeiros. Os adornos tinham um valor simbólico para a sociedade da época e permitiam ao índio um reconhecimento no mundo colonial. Assim, itens que pareciam ser supérfluos acabaram por ter um papel fundamental naquela sociedade, não porque os índios desconheciam o valor pecuniário dos objetos, mas sim porque a eles foram dados significados diferentes.

### Escambo como uma forma de subsistência
No primeiro momento de chegada ao Novo Mundo, em 1492, os navegadores europeus já iniciaram a prática do escambo, devido à necessidade de alimentos e de informações para a sobrevivência dos viajantes. O escambo foi o primeiro modo de comunicação efetiva entre os indígenas e os europeus, motivando relações sociais mais complexas entre si. Por meio do escambo era estimulada a captura de nativos, ocasionando em alguns casos guerras entre povos originários de etnias diferentes. No caso do Brasil, com relevante colaboração dos portugueses, essa tática foi utilizada em todo território colonial.

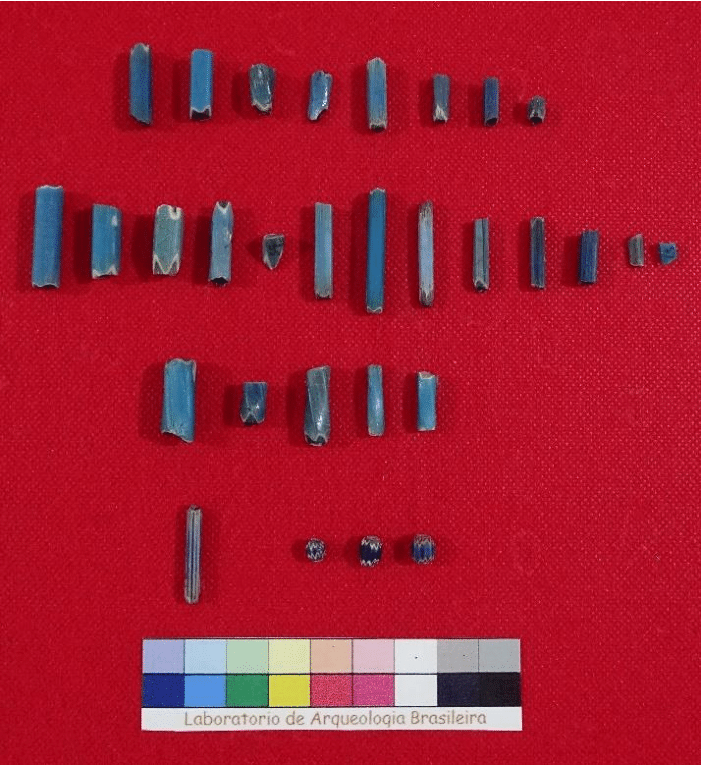
Laminas de Faca e Anzol do século XVI

Em 1549, Tomé de Souza chegou ao Brasil como primero governador-geral. Ele fora encarregado de reafirmar o domínio territorial português na colônia, defendê-las dos indígenas considerados hostis e dos franceses. Entretanto, ao chegar em Salvador, descobriu outro problema: a falta de mantimentos. A solução encontrada por Tomé de Souza foi importar os alimentos e utilizar o escambo para completar a dieta dos colonos da cidade de Salvador.  A negociação foi bem aceita pelos indígenas, interessados especialmente em algumas mercadorias ofertadas pelos colonos, tais como como anzóis, tesouras, facas e machado. Estes objetos eram úteis no cotidiano dos nativos, que, por sua vez, possuíam os alimentos necessários para a manutenção da colônia. O que diferia Tomé de Souza dos outros governadores, era a sua preocupação em fazer com que a prioridade do escambo girasse ao redor de fornecer alimentos ao invés de mão de obra escravizada.
Um grande exemplo de como o escambo funcionava e era essencial para a manutenção da colônia, pode ser visto quando Tomé de Souza recebe a autorização do Rei de Portugal João III, para designar um dia da semana, ou mais, caso fosse necessário, para construir um "mercado" em que os indígenas vendessem sua produção aos portugueses.

### Animais no escambo

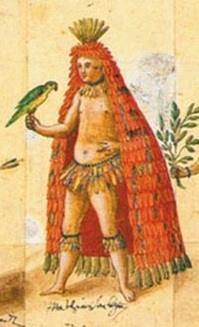
Manto tupi utilizado na procissão Rainha da América, realizada no Carnaval de Stuttgart de 1599

A troca de exemplares da fauna nativa e de origem europeia não só era comum, como ocorreu desde o começo do século XVI, de forma que esses animais foram incorporados em ambas sociedades desde os primeiros contatos. Um exemplo disto é a galinha, cuja origem europeia não impediu a sua plena adaptação entre os povos tupinambás. Podemos observar sua incorporação através do uso das suas penas na produção dos tradicionais mantos rituais tupis. Inicialmente eles eram confeccionados com penas de guará. A partir de estudos feitos em peças remanescentes, especialmente um exemplar localizado no Museu de Copenhagen, sabe-se da incorporação das penas de galinha tingidas de vermelho com a tinta do pau-brasil. Outro animal bastante significativo destas trocas é o papagaio, que foi intensamente enviado para a Europa e incorporado na cultura local de vários reinos.
A maneira de domesticação dos animais e a forma de convivência com eles, em parte consequência dessas trocas, alterou a sociedade europeia. Uma incorporação mais próxima dos animais no ambiente doméstico, comum entre os povos ameríndios, se desenvolveu no continente europeu.

### Atualidade
Apesar da monetização da sociedade moderna, o escambo continua fazendo parte do cotidiano, como quando um amigo oferece a outro consertar seu computador em troca de uma carona, ou uma criança na escola oferece uma bolacha de seu lanche em troca de uma bala do seu colega e/ou apresenta algo em forma de crédito, promessa de futuro pagamento. E chega a ser parte importante da economia em regiões menos desenvolvidas ou que aderem a certas tradições ou princípios, a exemplo de comunidades indígenas.
A prática do escambo vem se revitalizando com a Internet, através de sítios na web para troca on-line de mercadorias e serviços. A troca empresarial, como por exemplo a utilização do Bitcoin, também vem ganhando espaço, com estimativas atribuindo a ela a circulação em valor equivalente ao de bilhões de dólares anuais. O escambo também tem a tendência de ser utilizado em países onde a moeda oficial está a desvalorizar-se.

### Etapas do desenvolvimento do Escambo (1500 a 1580)
No primeiro momento, que vai de aproximadamente de 1500 a 1533 só haviam os nativos, os traficantes de pau-brasil e seus guarda-costas. Nesse primeiro momento de chegada ao novo mundo, os navegadores europeus já iniciaram a prática do escambo, devido a necessidade de alimentos e de informações para a sobrevivência dos viajantes. Com o passar do tempo, os itens do escambo foram se modificando, a exploração dos traficantes de pau-brasil marcou uma nova etapa do escambo, devido sua substância avermelhada, o pau-brasil enfatizou a importância da relação europeus e indígenas para a extração e obtenção desse artigo, apontando que essa era baseada, inicialmente, na troca mútua de objetivos que lhes fossem interessantes, dessa forma exerciam o escambo. Assim surgiram as feitorias, que serviam como local de intermédio entre os traficantes de pau-brasil e os povos indígenas, além de servir como sede para o patrulhamento da Costa, nessa perspectiva, pode ser concluído que a atividade extrativista necessitava de uma ligação entre europeus e indígenas, que se realizou pelas feitorias, cujo papel comercial se baseava no intermédio do escambo.
O segundo momento vai de aproximadamente 1533 a 1549, onde podemos observar a predominância de donatários com concessões tentando estabelecer suas feitorias no território do novo mundo para poder exportar produtos agrícolas e produtos de demais interesses para a Europa. Neste segundo momento houve mais ataques e conflitos, tanto com os indígenas quanto com os franceses, que tentavam nessa época se estabelecer nesse novo território, assim tiveram casos onde donatários não conseguiram resistir aos ataques, donatários que conseguiram resistir e donatários que tiveram ajuda dos indígenas para derrotar os franceses. Assim podemos classificar este momento como o momento de maior insegurança, momento em que o domínio português foi mais ameaçado.
Já de 1549 a 1580, nosso terceiro e último momento, para assegurar seu domínio, a coroa portuguesa assume uma política de povoamento e envia um governador geral. Em 1549 o governador geral Tomé de Souza, o primeiro governador geral do Brasil colônia, passou a utilizar o escambo para conseguir completar a dieta dos colonos que moravam na cidade. Nesse sentido, os indígenas livres próximos da Capitania e de aldeamentos forneciam aos colonos de Salvador alimentos agrícolas em troca de objetivos de seu interesse, objetos como foices, enxadas, facas.
Já em 1553 o governador geral Duarte da Costa desembarca na Bahia e diferente do governador geral Tomé de Souza pouco fez para manter o sistema de escambo, que já se encontrava enfraquecido. Com isso a debilidade do sistema de escambo fez com que os colonos procurassem solução para o processo de conseguir suprimentos para a cidade. Dessa forma os colonos viraram produtores de mantimentos e passaram a vender o excedente, isso ameaçou a liberdade dos índios, pois os colonos exigiam mais escravos para trabalhar na roça, além de se tornarem contra a posse de terra dos índios próximos dos estabelecimentos portugueses, por verem como obstáculo para a expansão de suas fazendas. Assim ocorreu a quebra do sistema de escambo original, quando os portugueses invadem as comunidades indígenas e tomam as roças dos índios em busca de mantimentos e escravos.
Em 1557 o governador geral Mém de Sá chegou ao Brasil, e sua relação com os índios era através das paróquias jesuítas, por onde controlava os índios cristãos. Durante o governo de Duarte da Costa havia dois aldeamentos, em meados de 1553, já em 1562 havia onze aldeamentos, onde havia em média trinta e quatro mil índios, nesse momento os índios só podiam contar com a proteção dos portugueses e os aldeamentos serviam de sistema para que ocorresse o escambo, pois um aldeamento quando bem estabelecido era considerado apto a fazer escambo com os europeus, sob supervisão dos jesuítas. O crescimento do número de aldeamentos e um exemplo do que se tornou uma rede comandada pelos jesuítas, rede de produção de alimentos em prol do escambo. Com a ajuda da igreja, Mém de Sá cativou os fiéis indígenas e com a ajuda deles foi conquistando terras e conquistando outras tribos nativas.
Além disso, em 1562 e 1563 ocorreram na Bahia duas grandes epidemias de varíola, matando especificamente negros e índios ocorrendo assim a desmoralização e a possibilidade de trabalho agrícola. Assim escambo passou a significar “caça de escravos pelos europeus “, já que a epidemia e a fome haviam reduzido muito a população indígena.
Em 1580 no Brasil apesar de suas diferenças regionais, multiplicavam-se os números de portugueses em relação à dominação de terras. O aumento da população e produção impulsionaram as movimentações iniciais nas transformações políticas. A relação habitacional entre portugueses e povos originários, atrelava-se negativamente a impactos mortais, doenças e ataques. O norte do Brasil, antes retratado com forte presença de povos indígenas, começava a perceber o desaparecimento da região da costa. “Em torno da Bahia e de Pernambuco, a vigorosa ação dos colonos destruirá muitos” (MARCHANT, Alexander, 1943. P.175). Outros fatores como solos inférteis ocasionaram em despovoamento, como por exemplo na região Sul, em torno de Ilhéus e Porto Seguro. A presença de conflito entre portugueses e indígenas, prejudicava o desenvolvimento dos interesses dos colonos, de modo que, a presença do escambo como meio de obtenção de mantimento. Os índios por volta de 1580 eram divididos entre índios escravos e índios livres, esses podiam ajudar os portugueses com o escambo na paz e apoio na guerra.